# Fred Haise

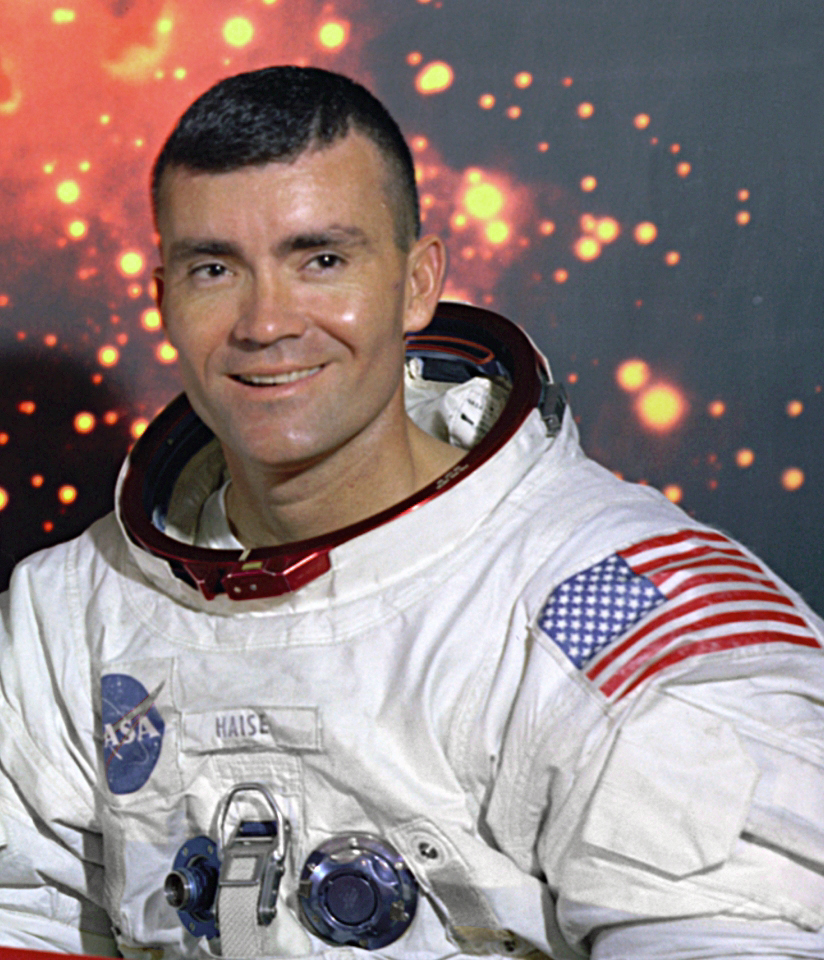
Fred Haise

Fred Haise (spreek uit: Heejz) (Biloxi (Mississippi), 14 november 1933) is een testpiloot en astronaut die deelnam aan de Apollo 13-missie.
Na zijn studie Aeronautical Engineering die hij in 1959 cum laude afsloot, werd hij op de Edwards Air Force Base tot testpiloot opgeleid. Zijn carrière bij de NASA begon in 1959 als testpiloot op het Lewis Research Center. Hierna (1963) volgde het Dryden Flight Research Center en ten slotte (1966) het Manned Spacecraft Center (nu het Lyndon B. Johnson Space Center). Hij was de eerste van de groep uit 1966 die dienstdeed in het Project Apollo en diende onder andere als back-up voor Apollo 8, Apollo 11 en Apollo 16.
Haise was een van de testpiloten die Spaceshuttle Enterprise tijdens meerdere glijvluchten, waaronder de eerste, bestuurden.

## Apollo 13
Fred Haise werd samen met Jim Lovell en Jack Swigert gelanceerd in een Saturnus-V-raket voor de derde maanlanding. Op 11 april 1970 om 13.13 uur werd de Apollo 13 gelanceerd. Nog voordat ze bij de maan waren ging het al mis. Een zuurstoftank explodeerde waardoor ze de LEM (waarmee ze eigenlijk op de maan zouden landen) als reddingsboot moesten gebruiken. Gedurende deze reis werd hij ziek. Ook nadat ze veilig waren teruggekeerd op aarde, is hij nog een tijdlang ziek geweest.
Het was de bedoeling dat Fred Haise terug naar de maan zou gaan met de Apollo 19, maar die missie werd afgelast wegens bezuinigingen.

## Vernoeming
- Testinstallatie A1 voor RS-25-raketmotoren op NASA’s John C. Stennis Space Center in Mississippi heet sinds maart 2020 de Fred Haise Test Stand.